# Chaetomitrium laevifolium
Chaetomitrium laevifolium är en bladmossart som beskrevs av Hugh Neville Dixon och Edwin Bunting Bartram 1939. Chaetomitrium laevifolium ingår i släktet Chaetomitrium och familjen Hookeriaceae. Inga underarter finns listade i Catalogue of Life.